# Suzhou Xindi Center
Le Suzhou Xindi Center est un gratte-ciel de 232 mètres construit en 2005 à Suzhou en Chine. 
Il abrite un hôtel de la chaine Shangri-La Hotels and Resorts